# Dumisa Ngobe
Vincent Dumisa Ngobe (5 de março de 1973) é um ex-futebolista profissional sul-africano que atuava como meia.

## Carreira
Dumisa Ngobe representou a Seleção Sul-Africana de Futebol, nas Olimpíadas de 2000. 

## Títulos
África do Sul
- Copa das Nações Africanas: 1998 - Vice